# Gears of War: Reloaded
Gears of War: Reloaded é um futuro jogo de tiro em terceira pessoa co-desenvolvido pela The Coalition, Sumo Digital e Disbelief, e publicado pela Xbox Game Studios. É a segunda remasterização do Gears of War original (2006), a primeira parcela da franquia Gears of War desenvolvida pela Epic Games. Anunciado em maio de 2025, Gears of War: Reloaded apresenta o título em resolução 4K e 60 quadros por segundo para a campanha, enquanto suporta desempenho de 120FPS nos modos multijogador do jogo. Todo o conteúdo pós-lançamento lançado anteriormente da primeira remasterização do jogo, Gears of War: Ultimate Edition (2015), será incluído desde o lançamento, e o jogo suporta jogo multiplataforma e progressão cruzada completa em todos os consoles e PC suportados.
Gears of War: Reloaded será lançado em 26 de agosto de 2025 para Microsoft Windows, Xbox Series X/S e PlayStation 5, marcando a primeira aparição do jogo original no Steam e a estreia da franquia nas plataformas PlayStation.

## Jogabilidade
Gears of War Reloaded é construído sobre a base da remasterização anterior do jogo, Gears of War Ultimate Edition (2015), com uma apresentação aprimorada em resolução 4K e 60 quadros por segundo para a campanha e 120FPS para multijogador. O Reloaded também suportará monitores High Dynamic Range (HDR) e Variable Refresh Rate (VRR), bem como tecnologia de áudio espacial. A porta também coleta todo o conteúdo para download (DLC) pós-lançamento lançado anteriormente da Ultimate Edition, incluindo a campanha bônus da versão original do Windows, mapas multiplayer e cosméticos do jogador. Os jogadores que usam uma conta da Microsoft também desbloquearão a progressão cruzada completa para a campanha e os componentes multijogador em todas as plataformas, bem como convites multiplataforma para o modo multijogador e a campanha cooperativa.

## Desenvolvimento
Reloaded foi anunciado no Xbox Games Showcase em junho de 2025 como parte das comemorações do 20º aniversário da franquia. Construído no Unreal Engine 5 (isso nunca foi confirmado e parece estar usando o Unreal Engine 3 ainda), foi co-desenvolvido pela The Coalition ao lado da Sumo Digital e da Disbelief para modernizar gráficos, desempenho e funcionalidade multiplataforma.

## Beta do multijogador
Um beta multijogador público ocorreu em dois fins de semana em junho de 2025, apresentando modos como Team Deathmatch, King of the Hill e Warzone. O acesso foi concedido a clientes de pré-encomenda e assinantes do Xbox Game Pass Ultimate. Os participantes do beta ganharam skins exclusivas para Adam Fenix e o personagem Aphyx Shroud.

## lançamento
Gears of War: Reloaded será lançado em 26 de agosto de 2025 para Microsoft Windows, Xbox Series X/S e PlayStation 5, além de estar disponível no Xbox Game Pass Ultimate e PC Game Pass e suportar Xbox Play Anywhere no Windows e Xbox Series X/S. Reloaded marca a estreia do jogo original no Steam e o primeiro lançamento da franquia em PlayStation depois de historicamente ser exclusivo das plataformas Xbox por quase duas décadas. Um lançamento físico do título será distribuído exclusivamente para PlayStation 5. A Microsoft confirmou que a versão PS5 não será lançada no Japão devido às políticas da plataforma local. Os jogadores que compraram Gears of War: Ultimate Edition (2015) digitalmente no Windows, Xbox One ou Xbox Series X/S antes do anúncio em maio de 2025 terão direito a Gears of War Reloaded sem custo adicional.

## Recepção
Embora as análises completas aguardem o lançamento em agosto, as primeiras reações às versões beta e trailers foram positivas, com os críticos elogiando a fidelidade visual aprimorada, as atualizações de desempenho e a preservação fiel do design de jogabilidade do original.

## ligações Externas
- Gears of War: Reloaded (site oficial)